# Erwin Kubesch
Erwin Kubesch (* 17. Juli 1950 in Wien) ist ein österreichischer Diplomat. Er war der österreichische Botschafter in den Niederlanden (2004 bis 2008), Dänemark (2008 bis 2009) und Slowenien (2009 bis 2012).

## Leben
Erwin Kubesch machte die Matura 1968 an einem Bundesrealgymnasium in Wien. Anschließend studierte er Rechtswissenschaft an der Universität Wien. Dem Studium schloss sich 1973 ein Gerichtspraktikum am Oberlandesgericht Wien an. Von 1974 bis 1979 war er für die Finanzprokuratur tätig.
Er ist Generalsekretär der Österreich Deutschland Gesellschaft (ÖDG) und Sprecher der Österreichischen Bhutan Gesellschaft.

## Diplomatischer Werdegang
Von 1979 bis 1981 war der promovierte Jurist im österreichischen Außenministerium tätig, und zwar im Völkerrechtsbüro und der Rechts- und Konsularsektion; von 1981 bis 1984 war er an der österreichischen Botschaft in Prag. Von 1984 bis 1988 war Erwin Kubesch zur Ständigen Vertretung Österreichs bei den Vereinten Nationen in Genf beordert, von 1998 bis 1992 im Außenministerium in Wien zum stellvertretenden Leiter der Personalabteilung.
Von 1992 bis 1997 war Erwin Kubesch Generalkonsul in Berlin, danach kehrte er nach Wien zurück als Leiter der Personalabteilung und stellvertretender Leiter der Sektion für administrative Angelegenheiten und Infrastruktur im Außenministerium.
Seine erste Akkreditierung als Botschafter hatte Erwin Kubesch von 2004 bis Jänner 2008 als österreichischer Botschafter in den Niederlanden. Er war gleichzeitig Ständiger Vertreter Österreichs bei der Organisation für das Verbot chemischer Waffen (OPCW) in Den Haag. Von 2005 bis 2008 war er zusätzlich Vizepräsident der Vertragsstaatenversammlung des Internationalen Strafgerichtshofs. Von 2008 bis 2009 war er Botschafter in Dänemark mit gleichzeitiger Akkreditierung in Island. Von Juli 2009 bis 2012 war Erwin Kubesch als Nachfolger von Valentin Inzko Botschafter in Ljubljana, Slowenien.

## Auszeichnungen
- 2021: Großes Goldenes Ehrenzeichen des Landes Kärnten